# 1048 Feodosia
1048 Feodosia је астероид главног астероидног појаса са пречником од приближно 70,16 .
Афел астероида је на удаљености од 3,225 астрономских јединица (АЈ) од Сунца, а перихел на 2,236 АЈ.
Ексцентрицитет орбите износи 0,181, инклинација (нагиб) орбите у односу на раван еклиптике 15,804 степени, а орбитални период износи 1648,572 дана (4,513 године).
Апсолутна магнитуда астероида је 9,75 а геометријски албедо 0,045.
Астероид је откривен 29. новембра 1924. године.